# Run All Night - Una notte per sopravvivere
Run All Night - Una notte per sopravvivere (Run All Night) è un film del 2015 diretto da Jaume Collet-Serra con protagonista Liam Neeson.

## Trama
Jimmy Conlon è un ex killer di origini irlandesi tormentato da innumerevoli sensi di colpa che cerca inutilmente di annegare nell'alcool. Il figlio Mike, autista di limousine ed ex pugile professionista, non vuole avere nulla a che fare col padre nel tentativo di creare per sé e la propria famiglia una vita perbene. Il destino li riunirà quando Mike diverrà involontariamente un testimone scomodo dopo aver assistito ad un omicidio compiuto da Danny, il figlio criminale e tossicodipendente del boss irlandese Shawn Maguire. Shawn è anche il capo di Jimmy e suo amico fraterno: entrambi appartengono ad una generazione entrata nel crimine più per mancanza di alternative che per scelta ed entrambi sono legati ad un codice d'onore che la generazione dei loro figli ignora o disprezza ma che loro malgrado verrà compromesso quando Jimmy sarà costretto a uccidere Danny per salvare la vita a Mike.

## Distribuzione
Il film è stato distribuito nelle sale cinematografiche statunitensi il 13 marzo 2015, mentre in Italia il 30 aprile 2015.